# Avimiled Rivas
Avimiled Rivas (Cali, Valle del Cauca, Colombia, 17 de octubre de 1984) es un exfutbolista colombiano que jugaba como centrocampista en la primera división de Colombia.

## Selección Colombia
Ha sido internacional con la Selección de fútbol de Colombia, ganando el Campeonato Juventud de América del Sur en 2005 y jugó la Copa Mundial de Fútbol Juvenil de 2003, campeonato en el cual logró llegar a la semifinal, siendo derrotado por España, por marcador de 1-0 y ocupando el tercer puesto luego de derrotar a Argentina por marcador de 2-1.

### Participaciones en la Copa del Mundo
| Mundial                     | Sede                   | Resultado    | Partidos | Goles |
| --------------------------- | ---------------------- | ------------ | -------- | ----- |
| Copa Mundial Sub-20 de 2003 | Emiratos Árabes Unidos | Tercer lugar | 7        | 1     |

## Clubes
| Club              | País      | Año         |
| ----------------- | --------- | ----------- |
| Millonarios       | Colombia  | 2002        |
| Deportes Quindío  | Colombia  | 2002        |
| Atlético Nacional | Colombia  | 2003        |
| Real Sociedad     | España    | 2003        |
| Poli Ejido        | España    | 2003 - 2004 |
| Eibar             | España    | 2004 - 2005 |
| Deportes Quindío  | Colombia  | 2006        |
| Once Caldas       | Colombia  | 2006        |
| Deportes Quindío  | Colombia  | 2007        |
| Atlético Huila    | Colombia  | 2008 - 2009 |
| Centro Ítalo      | Venezuela | 2009 - 2010 |
| Boyacá Chicó      | Colombia  | 2011        |
| Once Caldas       | Colombia  | 2012        |
| Cortuluá          | Colombia  | 2013        |
| Patriotas Boyacá  | Colombia  | 2013 - 2014 |
| Deportes Tolima   | Colombia  | 2015 - 2017 |
| América de Cali   | Colombia  | 2018        |
| Cortuluá          | Colombia  | 2019        |